# 通町 (高松市)
通町（とおりまち）は、香川県高松市中心部の町丁。郵便番号は760-0046。住居表示に関する法律に基づく住居表示は実施されていない。

## 地理
高松市役所より0.9km、高松市中心部の都心に位置し、旧長尾街道の一部である県道160号高松港栗林公園線を挟んで両側に広がる両側町である。北は県道159号高松港線、南は大工町筋である市道塩屋町錦町線までで、この部分での旧長尾街道は南北の町筋となっているため、合わせて当町も南北に長くなっている。町は高松中央商店街（片原町商店街）の東端であり、アーケードの入り口が位置している。町内は基本的に事務所が入るビルのほか、庶民的な商店やスーパーマーケットが立地しており、鉄道駅は存在しないが付近にことでん片原町駅がある。
2010年国勢調査による人口は84人（男30人/女54人）、世帯数は53世帯、面積は1万9587.99m2、人口密度は4288.3人/km2。公立小学校・中学校の校区は全域が高松第一小学校・中学校（小中一貫）に属している。
町内における都市計画法に基づく用途地域は全域が容積率400%の商業地域である。
当町が広がる県道160号高松港栗林公園線は、内町の常磐橋を起点とした高松五街道の一つ旧長尾街道の一部である。旧長尾街道・志度街道は常磐橋（現丸亀町ドーム）から片原町を東進して当町に至る。当町内で旧志度街道と分岐して南進し、出晴（八坂神社北側）で現在の県道160号とは離れて南東に下り、玉川（杣場川の上流）にぶつかると多賀神社前から再び南進してクランク状に東進と南進を経た後に御坊川で現代の長尾街道と合流して長尾へ至る。

## 歴史
町名の由来は、旧街道（現片原町商店街）から舟入（現東浜港）へ至る通りの町筋という意。
江戸時代は一丁目と二丁目があり、町名の由来ともなった、旧街道から東浜港へ至るという立地によって、港から入る他国の品物を取り扱う商人が集う町として栄える。明治時代に入っても町内には多くの商店が並び、その品揃えは江戸時代からの伝統で他国の製品を幅広く取り扱っていた。1890年（明治23年）2月15日にはそれまで城下町各町の集合体であった高松の区域を以って市制を施行して高松市が成立し、通町はその一部となった。1906年（明治29年）8月には町内に高松銀行が開業（1924年3月20日に百十四銀行と合併）。
1945年（昭和20年）7月4日未明にはアメリカ軍による無差別絨毯爆撃「高松空襲」を受け、焼失率100%で町内全てが灰燼に帰した。空襲で壊滅的な被害を受けた高松市中心部では大部分で土地区画整理事業（戦災復興土地区画整理事業）が施行され、通町でも第一工区二次として区画整理の対象となり、町内の多くの街路が拡張・改良された。この区画整理事業の完工となる換地処分公告は1964年（昭和39年）1月25日である。その地番整理が施行されたことにより、一部が1958年（昭和33年）に片原町へ、1964年（昭和39年）に東浜町一丁目〜三丁目及び井口町へそれぞれ編入され、同時に新通町、片原町、鶴屋町、百間町、井口町、東浜町及び野方町の各一部を編入した。

## 主要施設
掲載順は地番の順序による
- 中平歯科医院
- ニューグランデみまつ
- マルナカ通町店
- 東讃交通本社
- 香川銀行通町支店 2020年1月14日、マルナカ松福店敷地内に移転。